# Lassa (Nigeria)
Pour les articles homonymes, voir Lassa.
Lassa est une ville du Nord-Est du Nigeria, située dans le sud de l'État de Borno, à la frontière avec l'État voisin d'Adamawa, dans la zone de gouvernement local d'Askira/Uba. 
Elle est connue pour avoir été le lieu où une contamination par la fièvre de Lassa a été décrite pour la première fois, en 1969, chez Laura Wine, une infirmière missionnaire décédée par la suite. 
À plusieurs reprises au cours des années 2010 et 2020, le village de Lassa a fait l'objet d'attaques attribuées au groupe djihadiste État islamique en Afrique de l'Ouest, notamment en décembre 2014, novembre 2019 et juin 2022. 